# Phaonia redactata
Phaonia redactata este o specie de muște din genul Phaonia, familia Muscidae, descrisă de Feng în anul 1998. Conform Catalogue of Life specia Phaonia redactata nu are subspecii cunoscute.